# Peter Pohl

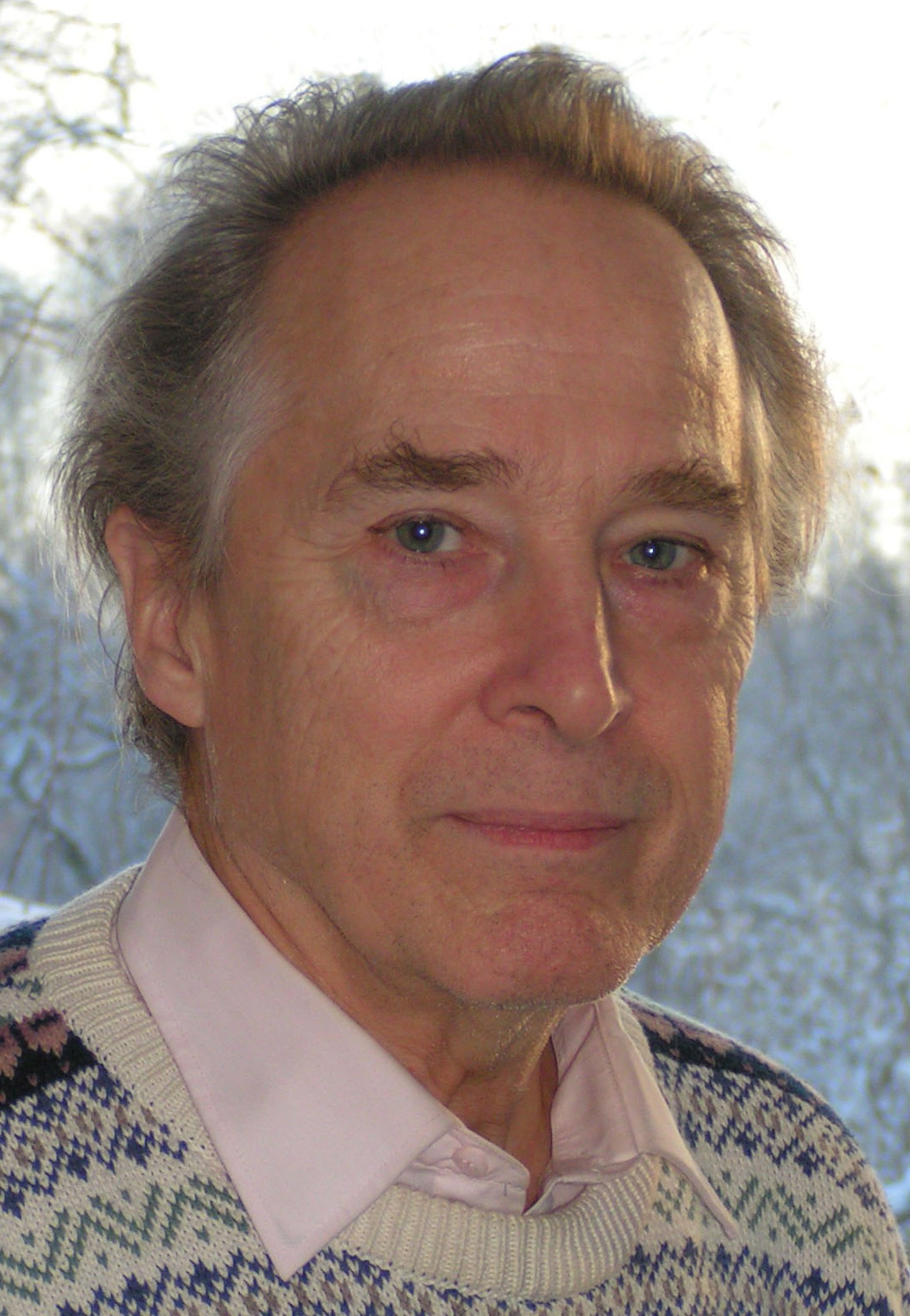
Peter Pohl (2007)

Peter Pohl (* 5. Dezember 1940 in Hamburg) ist ein schwedischer Autor von Kinderbüchern und Mathematikprofessor.

## Leben und Werk
Nach dem Tod von Peter Pohls deutschem Vater zogen seine schwedische Mutter und er 1944 von Hamburg nach Schweden. Als Schüler begeisterte sich Pohl vor allem für die Fächer Mathematik, Physik und Sport. Nach dem Abitur am Södra Latins Gymnasium in Stockholm und dem Wehrdienst studierte er Mathematik und Physik. Ab 1963 arbeitete er als Forschungsassistent und Forschungsingenieur und wechselte dann an die Kungliga Tekniska Högskolan (KTH) und promovierte 1975 in numerischer Analysis. Er lehrte an der NADA (Numerische Analysis und Datalogie), einer gemeinsamen Abteilung der KTH und der Stockholms universitet. Pohl schrieb Lehrbücher über Numerische Analysis.
Bereits in seiner Kindheit hatte er für sich Texte verfasst, war aber nicht damit zufrieden. 1983 trat er der Schriftstellerwerkstatt des Literaturverbandes Wortfront bei. Er bearbeitete eine Erzählung, die er als Jugendlicher verfasst hatte, und veröffentlichte sie 1985 unter dem Titel Jan, mein Freund. Der Roman war zunächst erfolglos. 1986 jedoch erhielt er den Debütantenpreis der Literaturförderung und die Nils-Holgersson-Plakette. Sein zweiter Roman Der Regenbogen hat nur acht Farben, 1986 erschienen, wurde kaum beachtet, jedoch wurde 1987 kontrovers diskutiert, ob sein dritter Roman Nennen wir ihn Anna, in dem erzählt wird, wie der Junge Anders zu Tode gemobbt wird, für Jugendliche geeignet ist. 2012 war er Jurymitglied der Auszeichnung Das außergewöhnliche Buch des Kinder- und Jugendprogramms des Internationalen Literaturfestivals Berlin. Seine Bücher sind in 14 Sprachen übersetzt (Bokmål, Dänisch, Deutsch, Englisch, Estnisch, Finnisch, Französisch, Isländisch, Italienisch, Niederländisch, Norwegisch, Nynorsk, Polnisch, Slowenisch). Peter Pohl ist verheiratet und hat eine Tochter. Er lebt in Tyresö.

## Literarische Bedeutung

### Inhalte und Stil
Peter Pohl gilt als bedeutendster noch lebender schwedischer Kinderbuchautor. Generell widmet sich Pohl in vielen seiner Bücher umfassend dem Thema Kindheit, zumeist aus der Sicht der betroffenen Kinder und Jugendlichen. Er geht detailliert auf den Problemhorizont seiner Protagonisten ein, was manchen Romanen wie zum Beispiel den beiden Regenbogen-Büchern oder auch in Nennen wir ihn Anna ein eher düsteres Gesamtbild verleiht. Frank Griesheimer schreibt in der Welt, Peter Pohl erzähle in seinen Büchern „von der Kraft der Freundschaft, die verletzte Kinderseelen retten kann. Und weil er dabei wunderbar einfühlsam die emotionale Perspektive der Kinder einnimmt und auch – mehr als im realistischen Kinderbuch üblich – literarische Spielräume ausschöpft, wurden seine Bücher vielfach ausgezeichnet.“ Suzanne Forsström schreibt in Nordis, dass Peter Pohl „seinem Schmerz Worte verleiht, mit dem Schreiben Trauerarbeit leistet“. Er bearbeitet Texte daher monatelang, „jongliert mit den Worten, fügt hinzu, lässt weg, spürt nach, ob es jetzt genau das trifft, was er ausdrücken will. Herz, Kopf und Bauch müssen mit der Wortwahl einverstanden sein“. Für Brigitte Jakobeit von der Zeit gilt Peter Pohl „als schwieriger Autor. Das mag an seinen Themen liegen: Verletzung und Verstümmelung der kindlichen Psyche, die Zertrümmerung noch der kleinsten Hoffnung. Er seziert diese Vorgänge bis zum letzten Nerv, setzt sie in Literatur und produziert doch keine Ästhetik des Leidens. Vordergründig sind seine Bücher Spurensammlung, Ausweg- und Identitätssuche. Hintergründig liefern sie das Spiegelbild erwachsener Macht- und kindlicher Ohnmachtsverhältnisse. Die Erwachsenen, die Klugen, die Blinden, heißt es einmal. In solchen Fällen spricht man gern von schwierig.“ Auch Elenas Geus von der FAZ charakterisiert Pohls Romane als ungewöhnlich schwer konsumierbar: „Literarische Schonkost ist Peter Pohls Sache nicht. Schon mehrfach hat er in seinen Romanen schockiert und die bedrohlichen, düsteren und ungerechten Seiten des Lebens gezeigt.“ Für Anne Overlack, ebenfalls von der FAZ, hat Peter Pohl ebenfalls „heile Welten (…) noch nie beschrieben. Seine mehrfach preisgekrönten Romane widmen sich oft den Schattenseiten der menschlichen Existenz. Den jungen Helden geht es selten gut. Hautnah beschreibt Pohl Ausgrenzung und Erniedrigung, Angst, Einsamkeit, Trauer und Verlust, physische wie seelische Grausamkeit. Und nicht nur die Altersgenossen sind gnadenlos, auch das Schicksal ist unbarmherzig.“

### Einzelne Werke
Jan, mein Freund
Peter Pohl debütierte als Autor mit dem Kinderbuch Jan, mein Freund. Für Die Zeit ist Jan, mein Freund „ungewöhnlich in Form und Inhalt. Ungewöhnlich ehrlich, anrührend, traurig. Ungewöhnlich wahr. Und die Wahrheit schmückt sich nicht, sie bläht sich nicht, bittet nicht streng um Aufmerksamkeit, ist einfach da, nimmt Besitz vom Leser, macht ihn zum atemlosen Mitwisser, schließt ihn nach Belieben aus vom Besserwissen der Erwachsenen.“
Für dieses Buch wurde er mit der Nils-Holgersson-Medaille in Schweden und dem Deutschen Jugendliteraturpreis 1990 ausgezeichnet.
Meine Freundin Mia
Peter Pohls zuletzt ins Deutsche übersetzte und 2012 erschienene Buch, Meine Freundin Mia schildert aus den Augen des elfjährigen Mädchens Lena das Problem alkoholkranker Eltern. Für Frank Griesheimer in der Welt gelingt es Pohl in dem Buch, „Lenas Überforderung und Überanpassung an ihre schwierige Situation mit einer so berührenden Genauigkeit zu beschreiben, wie man es bisher nur selten gelesen hat. Unwillkürlich fragt man sich, ob es solche leisen, genauen und einfühlsam-berührenden Texte noch geben wird, wenn Kinderbücher vielleicht nur noch als animierte E-Books auf Tablets gelesen werden. Der berühmteste medienkritische Satz Das Medium ist die Botschaft könnte ja besagen, dass ein buntes, fröhliches Medium nur für bunte, fröhliche Inhalte geeignet ist. Für eine Literatur, die Kindern auch bei der Bewältigung der dunklen Seiten der Realität helfen möchte, wäre dies vielleicht das Ende.“ Für Georg Patzer vom Titel-Magazin erzählt Pohl in Meine Freundin Mia „fast beiläufig und nebenbei und mit großer Kunst von einer Gesellschaft, die nicht mehr zum Wohl der Kinder taugt, und von einer Freundschaft, die erst durch ihre erste Probe zu einer wahren Freundschaft wird.“ Udo Bartsch stellt im Neuen Deutschland fest: „Peter Pohl lügt seine jungen Leser nicht an. Deshalb müssen sie eine Lektion ziemlich schnell lernen: Bücher können auch traurig enden und Probleme werden nicht immer gelöst. Erst recht nicht solche, deren Bewältigung die Möglichkeiten von Kindern weit übersteigt. Meist sind es Erwachsene, die diese Probleme verursachen. Durch Verantwortungslosigkeit oder Lieblosigkeit oder schlicht durch Wegsehen. Pohls Geschichten machen keinen Spaß. Dass man sie trotzdem liest, liegt an der Wahrhaftigkeit. Der Schwede schreibt keine typisch gut gemeinten Betroffenheitsbücher, sondern versteht es auf berührende Weise, die Perspektive der Kinder anzunehmen und in einfache, klare und dennoch treffende Sprache zu packen. Und diesmal gibt er seinen Figuren sogar eine große Portion Hoffnung mit auf den Weg.“

## Bibliografie
| Erstausgabe | Titel                           | Verlag (Ort) der Erstausgabe | ISBN der aktuellen Ausgabe | Erstausgabe der Übersetzung | Titel der Übersetzung              | Deutscher Verlag (Ort) der Erstausgabe der Übersetzung | ISBN der aktuellen Ausgabe der Übersetzung | Übersetzer        | Kommentar                            |
| ----------- | ------------------------------- | ---------------------------- | -------------------------- | --------------------------- | ---------------------------------- | ------------------------------------------------------ | ------------------------------------------ | ----------------- | ------------------------------------ |
| 1985        | Janne, min vän                  | Alfabeta (Stockholm)         | ISBN 978-91-7712-747-5     | 1985                        | Jan, mein Freund                   | Maier (Ravensburg)                                     | ISBN 978-3-423-62482-4                     | Birgitta Kicherer |                                      |
| 1986        | Regnbågen har bara åtta färger  | AWE/Gebers (Stockholm)       | ISBN 978-91-20-07396-5     | 1993                        | Der Regenbogen hat nur acht Farben | Hanser (München)                                       | ISBN 978-3-446-17358-3                     | Birgitta Kicherer |                                      |
| 1992        | Jag saknar dig, jag saknar dig! | Rabén & Sjögren (Stockholm)  | ISBN 978-91-29-62104-4     | 1994                        | Du fehlst mir, du fehlst mir!      | Hanser (München)                                       | ISBN 978-3-446-17346-0                     | Birgitta Kicherer | geschrieben zusammen mit Kinna Gieth |

- ins Deutsche übersetzt (Liste noch unvollständig)
  - 1991: Nennen wir ihn Anna, Übersetzung: Birgitta Kicherer, Verlag: Maier Verlag Ravensburg, ISBN 978-3-473-35116-9, Original: Vi kallar honom Anna (1987)
  - 1995: Während der Regenbogen verblasst, Original: Medan regnbågen bleknar (1989)
  - 1996: Ich bin Malin, Übersetzung: Birgitta Kicherer, Original: Malins kung Gurra (1991)
  - 1997: Glittras Auftrag, Übersetzung: Birgitta Kicherer, Verlag: Hanser (München), ISBN 978-3-446-17343-9, Original: Glittras uppdrag (1992)
  - 1998: Aber ich vergesse dich nicht, Original: Men jag glömmer dig inte (1997)
  - 2002: Unter der blauen Sonne, Original: Intet bortom det yttersta (1998)
  - 2003: Ich werde immer bei euch sein, Übersetzung: Birgitta Kicherer, Verlag: Arena, Original: Jag är kvar hos er (2000)
  - 2009: Anton, ich mag dich, Übersetzung: Birgitta Kicherer, Verlag: Carl Hanser, Original: Anton, jag gillar dig! (2008)
  - 2012: Meine Freundin Mia, Übersetzung: Birgitta Kicherer, Verlag: Carl Hanser, Original: En vän som heter Mia (2011)

- bislang unübersetzt
  - 1988: Havet inom oss
  - 1988: Alltid den där Anette!
  - 1989: De Stora Penslarnas Lek
  - 1990: Kan ingen hjälpa Anette?
  - 1991: Man har ett snärj
  - 1993: En röd sten till Carina
  - 1994: Vill dig
  - 1994: Vilja växa
  - 1995: När alla ljuger
  - 1996: Minns det
  - 1998: Klara papper är ett måste
  - 1998: Tillsammans kan vi förändra världen
  - 1999: Man kan inte säga allt
  - 2002: Tusen kulor
  - 2005: Sekten
  - 2007: Nu heter jag Nirak

## Auszeichnungen
- 1985: Litteraturfrämjandets debutantpris für Jan, mein Freund
- 1986: Nils-Holgersson-Plakette für Jan, mein Freund
- 1987: Lista d’onore, XI edizione del Premio Europeo di Letteratura Giovanile „Pier Paolo Vergerio“, Padova für Jan, mein Freund
- 1989: Expressens Heffaklump für Während der Regenbogen verblasst
- 1990: Deutscher Jugendliteraturpreis für Jan, mein Freund
- 1991: Eule des Monats für Nennen wir ihn Anna
- 1992: Nominierung für den Deutschen Jugendliteraturpreis für Nennen wir ihn Anna
- 1992: August-Preis für Du fehlst mir, du fehlst mir!
- 1994: Flagga och vimpel für Nennen wir ihn Anna
- 1995: Deutscher Jugendliteraturpreis für Du fehlst mir, du fehlst mir!
- 1995: Astrid-Lindgren-Preis
- 1997: Jury der jungen Leser (Österreich) Sonderpreis für das Gesamtwerk
- 1997: Nominierung für den August-Preis für Aber ich vergesse dich nicht
- 1998: Fällt aus dem Rahmen Preis der Fachzeitschrift für Kinder- und Jugendmedien Eselsohr für Aber ich vergesse dich nicht
- 1999: Kulturskylt (Stockholms Stadsbibliotek och Kulturförvaltningen) für Jan, mein Freund
- 2002: Fällt aus dem Rahmen Preis der Fachzeitschrift für Kinder- und Jugendmedien Eselsohr für Unter der Blauen Sonne

## Theateraufführung
Das Theater Fusion, Berlin adaptierte Pohls Buch Glittras Auftrag für die Figurentheater-Bühne und spielte ab ca. 2005 das Stück Glittra, der Engel für Kinderpublikum im deutschsprachigen Raum.

## Festivalteilnahmen
- 2012: Kinder- und Jugendprogramm des 12. internationalen literaturfestivals berlin